# Operação Rentier

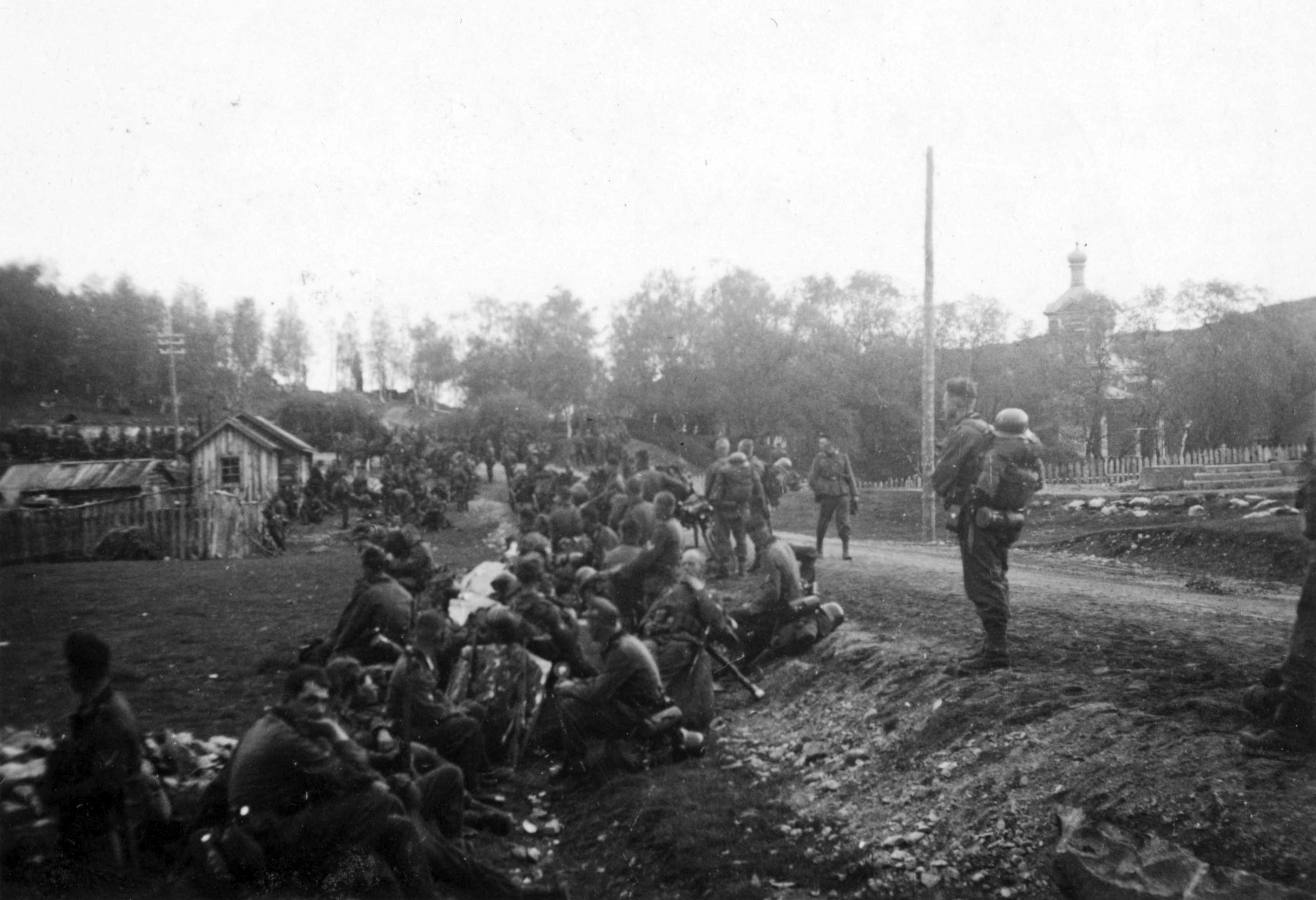
Operação Rena - Tropas de montanha descansando em Boris Gleb antes da viagem

Operação Rentier (Reindeer) foi uma operação alemã durante a Segunda Guerra Mundial destinada a proteger as minas de níquel em torno de Petsamo na Finlândia, contra um ataque soviético no caso de uma guerra renovada entre a Finlândia e a União Soviética.
O planejamento para a operação começou em 13 de agosto de 1940, depois que a ocupação alemã da Noruega foi concluída em outubro desse ano. O plano exigia que as duas divisões do Corpo Alpino Norueguês ocupassem a Petsamo e evitassem a captura soviética de minas estrategicamente importantes.
A operação foi realizada pela Wehrmacht como parte da Operação Barbarossa, o ataque alemão à União Soviética. A operação começou em 22 de junho de 1941; a 2ª Divisão de Montanha ocupou a área ao redor de Liinakhamari e a 3ª Divisão de Montanha ocupou Luostari, num total de 27.500 homens. A operação foi seguida pela Operação Platinum Fox, que foi um ataque das duas divisões contra Murmansk como parte da Operação Raposa de Prata.